# Copris arimotoi
Copris arimotoi är en skalbaggsart som beskrevs av Teruo Ochi och Kunio Araya 1992. Copris arimotoi ingår i släktet Copris och familjen bladhorningar. Inga underarter finns listade i Catalogue of Life.